# Argyrotaenia provana
Argyrotaenia provana es una especie de polilla del género Argyrotaenia, tribu Argyrotaenia, familia Tortricidae. Fue descrita científicamente por Kearfott en 1907.
La envergadura es de unos 19 milímetros. Se distribuye por América del Norte: Canadá.